# Zoodes angolensis
Zoodes angolensis là một loài bọ cánh cứng trong họ Cerambycidae.